# 4991 Hansuess
A 4991 Hansuess (ideiglenes jelöléssel 1981 EU29) a Naprendszer kisbolygóövében található aszteroida. Schelte J. Bus fedezte fel 1981. március 1-én.